# Национальный герой Азербайджана
Национальный герой Азербайджана (азерб. Azərbaycanın Milli Qəhrəmanı) — высшее звание Азербайджанской Республики.
Звание было учреждено Законом Азербайджанской Республики «Об утверждении Положения о звании „Национальный герой Азербайджана“» от 25 марта 1992 года. Звание присваивается за личное мужество и отвагу, проявленные при защите суверенитета и территориальной целостности Азербайджанской Республики, обеспечение безопасности мирного населения (изначально «за исключительные заслуги перед народом и подвиги во имя независимости и прогресса Азербайджанской Республики»). Звание присваивается гражданам Азербайджанской Республики. Может быть присвоено посмертно.

## Положение о награде
С 6 февраля 1998 года действует следующая редакция закона:

1. Высшее звание «Национальный герой Азербайджана» присваивается за личное мужество и отвагу, проявленные при защите суверенитета и территориальной целостности Азербайджанской Республики, обеспечение безопасности мирного населения.
2. Удостоенным высшего звания «Национальный герой Азербайджана» лицам вручается Медаль «Золотая Звезда», которая носится на левой стороне груди.
3. Новая медаль представляет собой золотую восьмиконечную звезду с гладкими двугранными лучами диаметром 31,5 мм, соединенную двумя ушками и кольцом с пятиугольной пластиной, обрамленной по периметру ободком 27×20 мм. Внутренняя часть пластины обтянута муаровой лентой, цвета которой соответствуют флагу Азербайджанской Республики (голубой, красный, зеленый). На реверсе медали в центре имеется надпись «Национальный герой Азербайджана». В верхнем луче выгравирован порядковый номер. Медаль носится на левой стороне груди выше других орденов и медалей.